# NGC 7447
NGC 7447 је ознака објекта на координатама са ректансцензијом 23h 0m 26,0s и деклинацијом - 10° 31" 39'. Открио га је Едвард Џошуа Купер, 8. октобра 1855. Каснијим посматрањима на том положају није уочен никакав астрономски објекат.